# Сверчки стеблевые
Сверчки стеблевые (лат. Oecanthinae) — подсемейство насекомых семейства настоящих сверчков. Ранее рассматривалось как самостоятельное семейство в надсемействе сверчковых.

## Описание
Голени задних ног сверху с мелкими шипиками между единичными более крупными шипами. Голова плоская ротовые органы направлены вперёд.
Всеядны, питаются частями растений, разными насекомыми, такими как Sternorrhyncha, и грибами.

## Распространение
Встречаются повсеместно, на всех материках, кроме Антарктиды.

## Классификация
В подсемейство включают 9 родов, объединённых в две трибы:
- Триба Oecanthini Blanchard, 1845
  - Oecanthodes Toms & Otte, 1988 (Кения, Африка)[5]
  - Oecanthus Serville, 1831 (повсеместно)
  - Viphyus Otte, 1988 (Африка)
- Триба Xabeini Vickery & Kevan, 1983
  - Leptogryllus Perkins, 1899 (Гавайские острова)
  - Neoxabea Kirby, 1906 (Неарктика, Неотропика)
  - Prognathogryllus Zimmerman, 1948 (Гавайские острова)
  - Thaumatogryllus Perkins, 1899 (Гавайские острова)
  - Xabea Vickery & Kevan, 1983 (юго-восточная Азия, Австралия)
- Род incertae sedis
  - Paraphasius Chopard, 1927 (Танзания, Африка)

Некоторые систематики гавайские роды Leptogryllus, Prognathogryllus и Thaumatogryllus выделяют в отдельное подсемейство Prognathogryllinae.

### Oecanthus fultoni
Эймос Эмерсон Долбеар выявил связь между количеством стрекотаний сверчка в минуту и температурой воздуха, и это курьезное открытие назвали законом Долбера. Свои открытия ученый опубликовал в статье "Сверчок как термометр" в 1897 году. Долбеар не конкретизировал вид сверчка, но впоследствии пришли к выводу о том, что это Oecanthus fultoni.